# Friedrich Reusmann
Friedrich Reusmann (vollständiger Name Johann Georg Friedrich Reusmann; * Dezember 1778 in Hannover; † 22. April 1848 in Lehrte) war ein deutscher Pastor, Sammler und Zoologe.

## Leben
Der im Kurfürstentum Braunschweig-Lüneburg während der Personalunion zwischen Großbritannien und Hannover Ende 1778 in Hannover geborene Johann Georg Friedrich Reusmann studierte Theologie an der Georg-August-Universität Göttingen.
Während der sogenannten „Franzosenzeit“ wurde Reusmann am 21. November 1807 als Collaborateur an die hannoversche Aegidienkirche voziert (deutsch: berufen). 1824 ging er nach Lehrte, wo er als Pfarrer der dortigen Kirchengemeinde wirkte.
Über einen längeren Zeitraum baute Reusmann in Lehrte eine zoologische Sammlung auf. Sie umfasste rund 100 Säugetier-, 550 Vogel-, 200 Reptilien- und Fisch-, etwa 1000 Conchylien- und 10.000 Insekten-Arten. Die Sammlung ergänzte ab etwa Ende 1846 durch die Munifizenz (deutsch: Freigebigkeit) von Ernst August, König von Hannover, als „Fauna hannoverana“ die allgemeine Sammlung des Königlichen akademischen Museums in Göttingen.